# Mercedes-Benz W202 AMG DTM
Chronologie des modèles (1988 - 2011)
Mercedes-Benz W201 AMG DTM Mercedes-Benz CLK DTM (en)
La Mercedes-Benz W202 AMG DTM est une voiture de course fabriquée pars Mercedes-Benz et Mercedes-AMG en 1994 et 1996. Spécialement conçu pour le championnat Deutsche Tourenwagen Meisterschaft (DTM), elle sera basée sur la Mercedes-Benz Type 202 de base.

## Les différentes versions

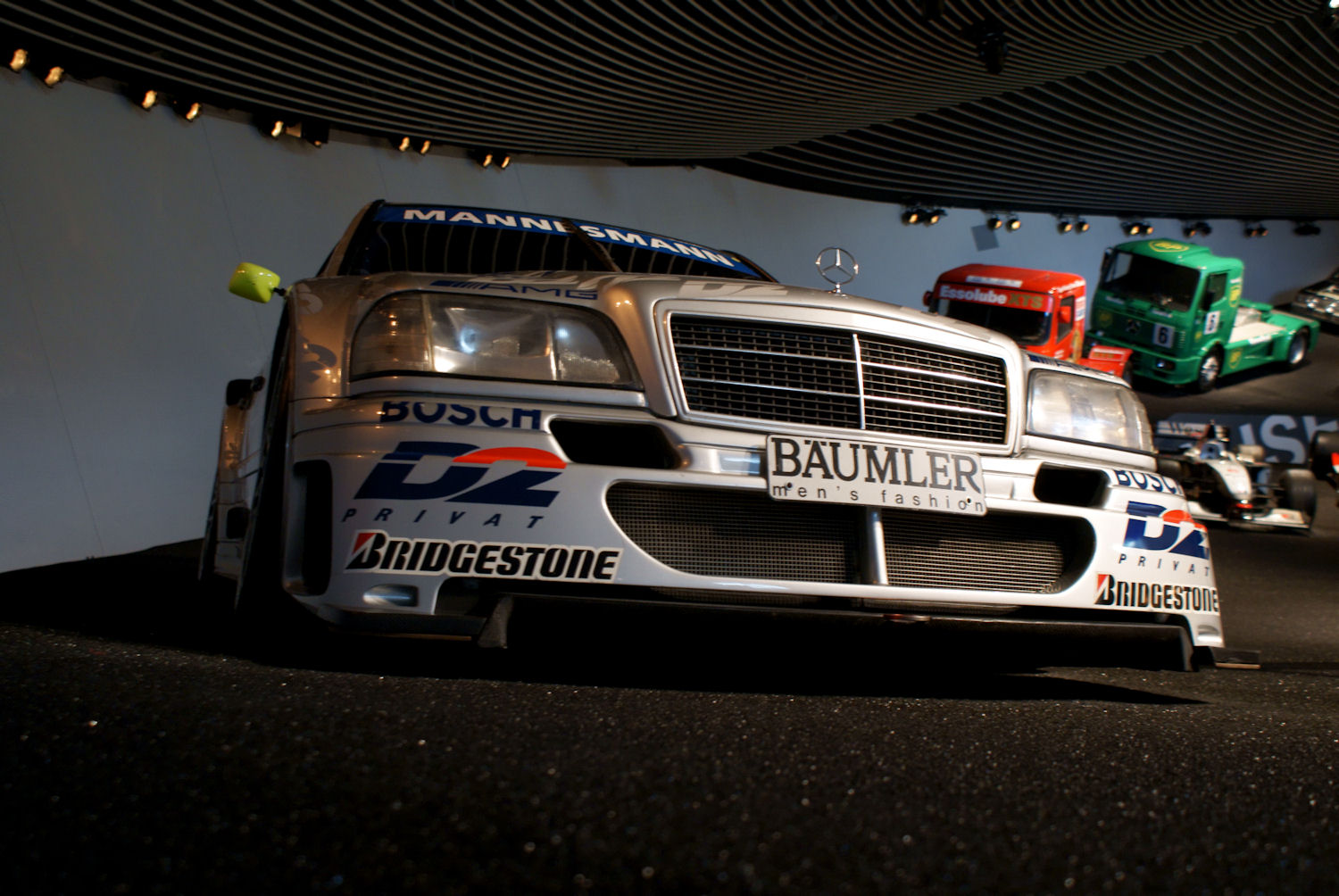

### Modèle DTM
En 1994.

### Modèle ITC
En 1995 et 1996.

## Caractéristiques

### Motorisation
- Moteur Type V6 à 90°
- Disposition : Longitudinale avant
- Soupapes : 24 soupapes
- Cylindrée : 2799 cm³
- Alésage x course : 94 x 60 mm
- Alimentation : Injection Bosch Motronic Ms 1.9
- Puissance : 500 ch à 11500 tr/min
- Couple : 300 Nm à 9000 tr/min

### Mécanique
- Suspensions avant	: Double Triangulation
- Suspensions arrière : Indépendantes
- Freins avant : Disques ventilés (380 mm)
- Freins arrière : Disques ventilés (315 mm)

## Palmarès

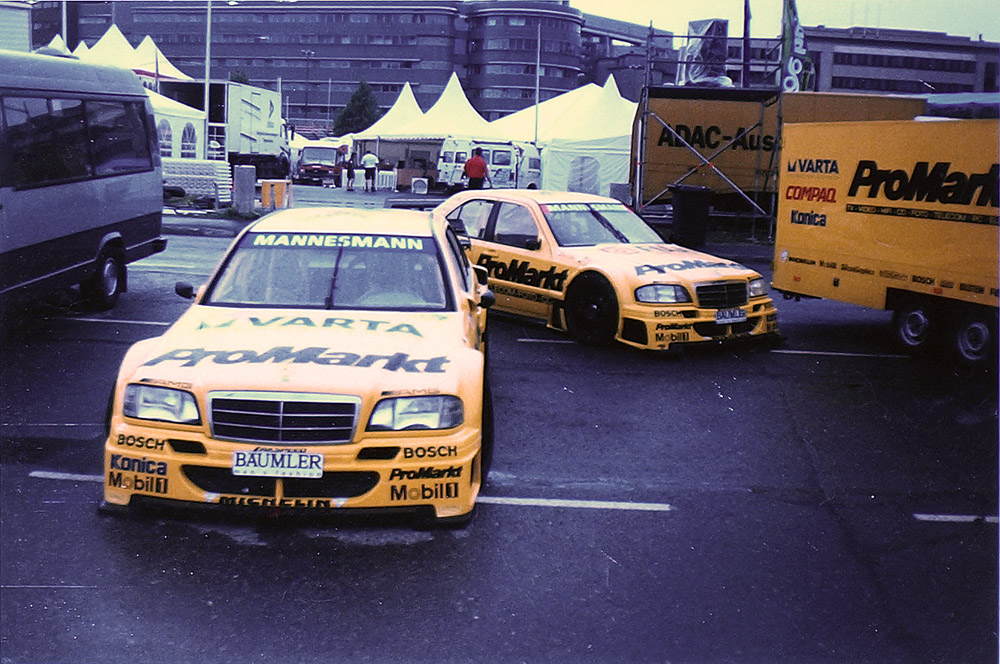
Course DTM à Helsinki en 1995.